# Жељезногорск (Краснојарска Покрајина)
Жељезногорск (рус. Железного́рск) је затворени град у Русији у Краснојарском крају. Према попису становништва из 2013. у граду је живело 84.943 становника. Основан је 1950, а статус града добио 1954. У совјетско доба носио је име Краснојарск-26. Град је смештен на обалама речица Кантат и Бајкал, које су део Јенисејског речног слива. То је подношје планинског венца Атамановски, који је део Сајана и на удаљености 35 km североисточно од града Краснојарска. У граду се налази један од најзначајних војно-индустријских комплекса Руске Федерације, као и врло значајна постројења хемијске и нуклеарне индустрије, што је и разлог да се нашао на списку затворених градова.
Актуелни начелник града је Вадим Медведев.

## Историја
Град је основан 1950. због производња плутонијума за нуклеарно оружје. Историја града и оближњих војних установа су испреплетени. Совјетска влада је 1959. године овде основала Источну канцеларију ОКБ-1. Постројења војне индустрије, међу којима су установе за поризводњу плутонијума, као и установе за истраживање свемира, су изграђене у пећинама ископаним у гранитној планини на северном крају града.
Град је био тајна у Совјетском Савезу све док председник Борис Јељцин 1992. није потписао закон да се затвореним градовима врате историјска имена. Пре тога град се није појављивао на мапама. Као што је традиција са совјетским градовима у којима су се налазили тајни објекти, име Краснојарск-26 је заправо број поште и казује да се град налази на некој удаљености од града Краснојарска.

## Становништво
| 2002.  | 2010.  | 2011.  | 2012.  | 2013.  |
| ------ | ------ | ------ | ------ | ------ |
| 93.875 | 84.795 | 93.200 | 84.686 | 84.943 |